# Ḩeydar Dīdehbān
Ḩeydar Dīdehbān (persiska: حيدر ديده بان) är en ort i Iran.   Den ligger i provinsen Kurdistan, i den nordvästra delen av landet, 400 km väster om huvudstaden Teheran. Ḩeydar Dīdehbān ligger 2 044 meter över havet och antalet invånare är 166.
Terrängen runt Ḩeydar Dīdehbān är platt åt nordost, men åt sydväst är den kuperad. Terrängen runt Ḩeydar Dīdehbān sluttar söderut. Runt Ḩeydar Dīdehbān är det ganska glesbefolkat, med 28 invånare per kvadratkilometer. Närmaste större samhälle är Shālī Shal, 2,5 km väster om Ḩeydar Dīdehbān. Trakten runt Ḩeydar Dīdehbān består i huvudsak av gräsmarker.